# Весселінг — Франкфурт (етиленопровід)
Весселінг — Франкфурт (етиленопровід) — трубопровід для транспортування етилену на заході Німеччини.
Введений в експлуатацію у 1968 році продуктопровід Весселінг — Франкфурт первісно з'єднав два виробничі майданчики компанії Hoechst у Knapsack (неподалік Кельна) та Кельстербаха (біля Франкфурта-на-Майні). На той час ще діяла франкфуртська установка високотемпературного піролізу, яка виробляла ацетилен та етилен, а в Knapsack продукували полімери (полівінілхлорид, поліетилен). Трубопровід мав довжину 156 кілометрів та діаметр 250 мм.
З 1975-го виробництво ненасичених вуглеводнів у Франкфурті закрили, а етилен до цього району став постачатись продуктопроводом. Найближчим його виробником була установка парового крекінгу компанії Union Kraftstoff у Весселінгу, крім того, до цього ж пункту з 1972-го підходила одна з гілок системи ARG, котра давала доступ до численних піролізних виробництв та портів. А з 1980-го сполучення з іншою системою виникло і на східному завершенні траси (етиленопровід Франкфурт — Людвігсгафен).